# Třída Acasta
Třída Acasta (jinak též třída K) byla třída torpédoborců Royal Navy z období první světové války. Celkem bylo v pěti skupinách postaveno 20 torpédoborců této třídy. Britské námořnictvo je provozovalo v letech 1912–1923. Nasazeny byly ve světové válce. Ve službě jich bylo sedm potopeno, z toho čtyři v bitvě u Jutska. Torpédoborec HMS Porpoise v letech 1922–1946 provozovalo brazilské námořnictvo jako Alexandrino Dealenca (od roku 1922 Marnhão).

## Stavba

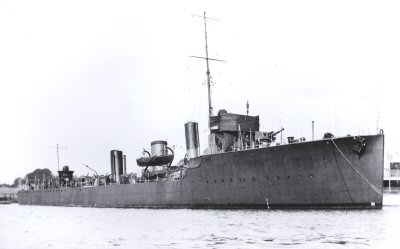
HMS Hardy

Celkem bylo v letech 1911-1914 postaveno 20 torpédoborců této třídy, dělící se do pěti podvariant. Do jejich stavba se zapojily loděnice Swan Hunter ve Wallsendu, Hawthorn Leslie v Hebburnu, John Brown & Company v Clydebanku, London & Glasgow Co. v Govanu, John I. Thornycroft & Company ve Woolstonu, William Denny and Brothers v Dumbartonu, Fairfield Shipbuilding and Engineering Company v Govanu a Cammell Laird v Birkenheadu. V letech 1911–1914 postaveno 12 torpédoborců základní verze třídy K, které doplnilo pět plavidel designu Thornycroft a po jednom kuse designů Denny, Fairfield a Parsons. Do služby byly torpédoborce přijaty v letech 1912–1914.
Jednotky třídy Acasta:
| HMS Shark       | Swan Hunter          | 1911 | 30. července 1912  | duben 1913    | Dne 31. května 1916 byl potopen v bitvě u Jutska.                                                                         |
| HMS Christopher | Hawthorn Leslie      | 1911 | 29. srpna 1912     | listopad 1912 | Prodán do šrotu 1921. |
| HMS Acasta      | John Brown           | 1911 | 10. září 1912      | listopad 1912 | Prodán do šrotu 1921. |
| HMS Sparrowhawk | Swan Hunter          | 1911 | 12. října 1912     | květen 1913   | Dne 1. června 1916 se v bitvě u Jutska srazil s torpédoborcem HMS Broke a následně byl potopen toprédoborcem HMS Manxman. |
| HMS Cockatrice  | Hawthorn Leslie      | 1911 | 8. listopadu 1912  | březen 1913   | Prodán do šrotu 1921. |
| HMS Achates     | John Brown           | 1912 | 14. listopadu 1912 | březen 1913   | Prodán do šrotu 1921. |
| HMS Spitfire    | Swan Hunter          | 1911 | 23. prosince 1912  | červen 1913   | Prodán do šrotu 1921. |
| HMS Contest     | Hawthorn Leslie      | 1912 | 7. ledna 1913      | červen 1913   | Contest – Dne 18. září 1917 byl potopen německou ponorkou.                                                                |
| HMS Ambuscade   | John Brown           | 1912 | 25. ledna 1913     | červen 1913   | Prodán do šrotu 1921. |
| HMS Lynx        | London & Glasgow Co. | 1912 | 20. března 1913    | prosinec 1913 | Dne 9. srpna 1915 se v Moray Firth potopil na mině.                                                                       |
| HMS Midge       | London & Glasgow Co. | 1912 | 22. května 1913    | březen 1914   | Prodán do šrotu 1921. |
| HMS Owl         | London & Glasgow Co. | 1912 | 7. července 1913   | duben 1914    | Prodán do šrotu 1921. |
| HMS Hardy       | Thornycroft          | 1911 | 10. října 1912     | září 1913     | Prodán do šrotu 1921. |
| HMS Paragon     | Thornycroft          | 1912 | 21. února 1913     | prosinec 1913 | Dne 18. března 1917 byl v Calaiské úžině potopen německým torpédoborcem.                                                  |
| HMS Porpoise    | Thornycroft          | 1912 | 7. července 1913   | leden 1914    | Roku 1920 jej získalo brazilské námořnictvo jako Alexandrino Dealenca (od roku 1922 Marnhão).                             |
| HMS Unity       | Thornycroft          | 1912 | 18. září 1913      | březen 1914   | Prodán do šrotu 1922. |
| HMS Victor      | Thornycroft          | 1912 | 28. listopadu 1913 | červen 1914   | Prodán do šrotu 1923. |
| HMS Ardent      | Denny                | 1912 | 8. září 1913       | únor 1914     | Dne 1. června 1916 byl v bitvě u Jutska potopen německou bitevní lodí SMS Westfalen.                                      |
| HMS Fortune     | Fairfield            | 1912 | 17. března 1913    | prosinec 1913 | Dne 31. května 1916 byl v bitvě u Jutska potopen německou bitevní lodí třídy Nassau SMS Westfalen.                        |
| HMS Garland     | Cammell Laird        | 1912 | 23. dubna 1913     | prosinec 1913 | Prodán do šrotu 1921. |

## Konstrukce

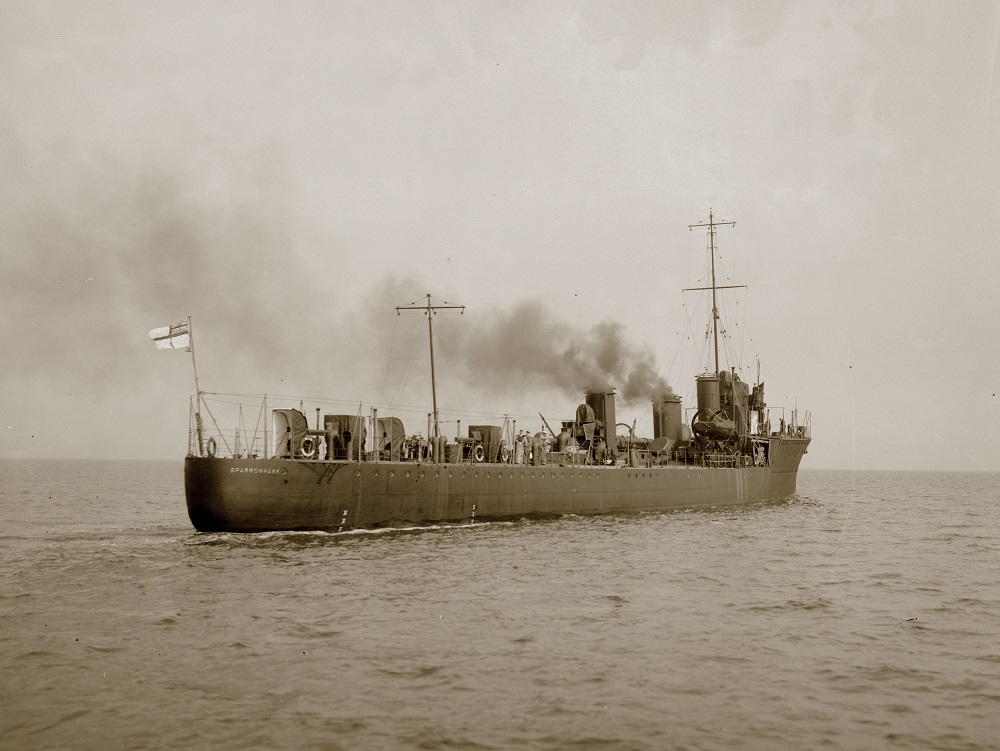
HMS Sparrowhawk

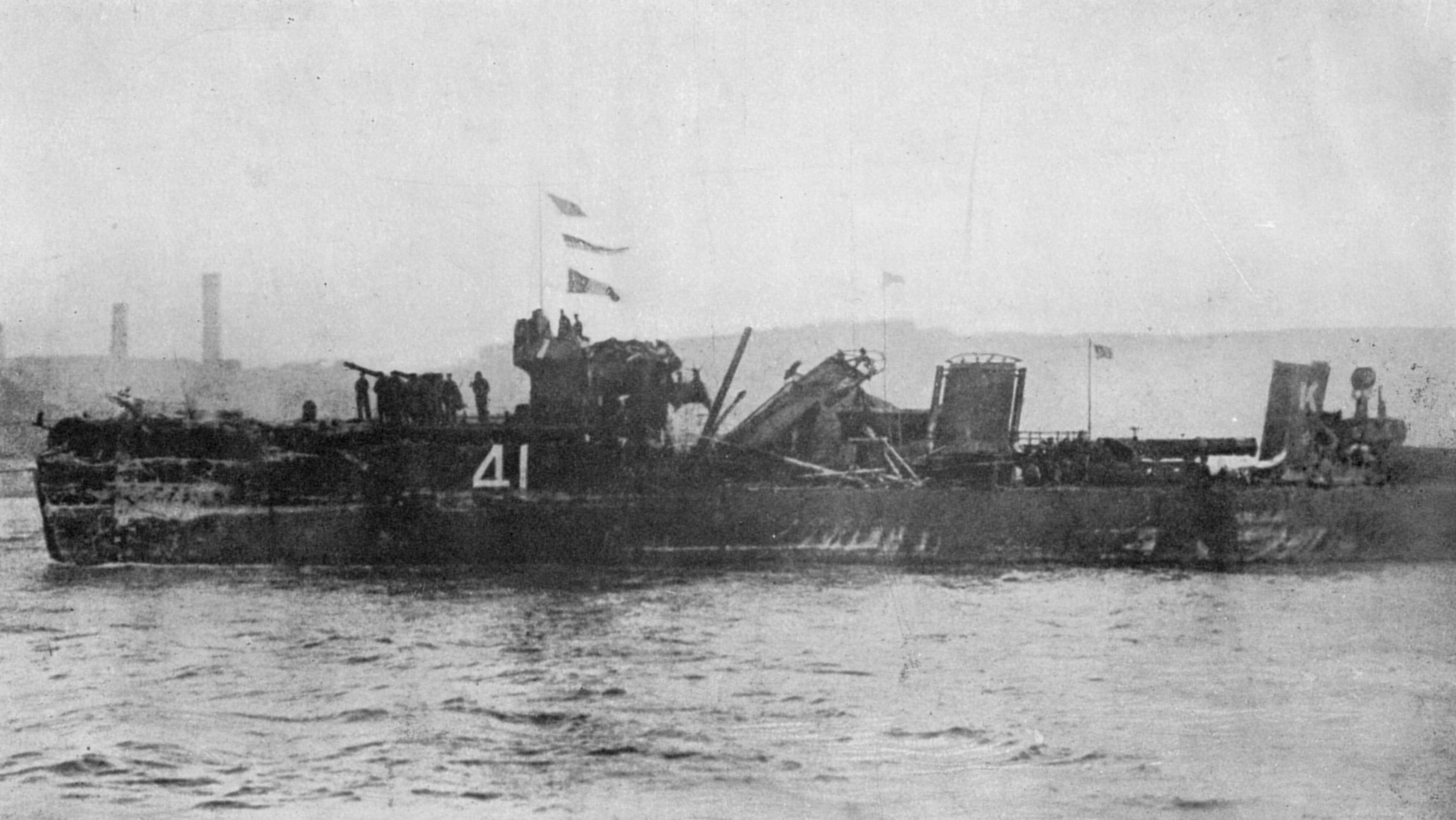
HMS Spitfire po bitvě u Jutska

Základní výzbroj představovaly tři 102mm kanóny a dva jednohlavňové 533mm torpédomety. Pohonný systém tvořily čtyři kotle pohánějící dvě turbíny o výkonu 24 500 hp, roztáčející dva lodní šrouby. Nejvyšší rychlost dosahovala 29 uzlů.

## Operační služba
Britské královské námořnictvo třídu provozovalo v letech 1912–1923. Nasadilo je za první světové války. Ve službě bylo ztraceno sedm jednotek (Lynx, Shark, Fortune, Ardent, Sparrowhawk, Contest a Paragon).